# Исмаилов, Анзур Хусанович
Анзур Хусанович Исмаилов (узб. Anzur Husanovich Ismailov; род. 21 апреля 1985 или 25 апреля 1985, Самарканд) — узбекский футболист, защитник ташкентского Локомотив.

## Клубная карьера
Начал свою профессиональную карьеру в самаркандском «Динамо» в 2001 году. Два сезона (2002 и 2003) провёл в ташкентском «Тракторе». С 2003 по 2009 года выступал за «Пахтакор». Сезон 2010 провёл в «Бунёдкоре», за который сыграл 25 матчей и забил 2 гола.
7 февраля 2011 года перешёл в китайский клуб «Чанчунь Ятай».

## Карьера за сборную
За сборную Узбекистана дебютировал в 2007 году. Первый матч сыграл 2 июля 2007 года против Ирака, заменив на 70-й минуте Алексея Николаева.
10 сентября 2013 года в втором матче 5-го раунда квалификации на чемпионат мира 2014 против Иордании сначала был героем матча, а потом стал антигероем. На 5-й минуте Исмаилов забил гол и вывел сборную вперёд по счету, но Иордания на 43-й сравняла счет. Основное и потом дополнительное время так и оставались со счётом 1-1. Серия пенальти долго длилась и Анзур бил пенальти десятым. Ему не удалось реализовать пенальти, а иорданцу, который бил 10-м, удалось. Узбекистан проиграл и прекратил «борьбу за выход на мундиаль», а Иордания вышла на межконтинентальные стыковые матчи (с Уругваем).
Трижды участвовал в финальных турнирах Кубка Азии — в 2007 году принял участие в одном матче, в 2011 году сыграл 5 матчей и стал полуфиналистом турнира, а в 2015 году провёл 6 матчей.